# Zhang Lin (aviron)
Zhang Lin, né le 6 mars 1983 à Fuxin, Liaoning, est un rameur chinois.
Il participe aux Jeux olympiques de 2008 à Pékin.